# Аав, Эвальд
Эвальд А́ав (эст. Evald Aav; 22 февраля [6 марта] 1900, Ревель, Эстляндская губерния, Российская империя — 21 марта 1939, Таллин, Первая Эстонская Республика) — эстонский композитор и хоровой дирижёр, один из основоположников эстонской национальной оперы.

## Биография
Родился 22 февраля (6 марта) 1900 года в Ревеле. Отец — Михель Аав (1861—1933). Мать, Ванэма Аав (1866—1909), умерла, когда Эвальду было 9 лет, и ему пришлось рано начать трудовую деятельность, совмещая её с учёбой. Частные уроки игры на фортепиано он брал у Хельми Витол-Морфельда. Также изучал теорию музыки и гармонию у Антона Касемца (1890—1978). Обладая с детства красивым голосом (тенор) в 1916 году он поступил в оперный хор театра «Эстония». Спустя три года он поступил в Таллинское Высшее музыкальное училище, преобразованное в 1923 году в Таллинскую консерваторию. Учился по классу фортепиано, затем — композиции у А. И. Каппа. Консерваторию он окончил в 1926 году, но уже в 1924—1927 годах руководил хором и оркестром Таллинского военного училища.
В 1938 году он дирижировал сводным мужским хором на XI Всеобщем певческом празднике. С 1929 по 1936 год он руководил смешанным хором национального молодёжного объединения в Таллине; с 1934 по 1939 год — основанным им обществом «Эстонские певцы». Также он руководил и другими хорами. С 1930 по 1939 год он был редактором музыкальной газеты Muusikaleht.
Был автором и редактором отечественных и музыкальных журналов, членом Союза писателей и союза композиторов Эстонии. Автор первой значительной эстонской оперы «Викинги» («Викерцы», постановка 1928); симфонии ре-минор (1938); симфонической поэмы «Жизнь» (1935); концертного вальса для симфонического оркестра; пьес для скрипки, фортепиано; сольных и хоровых песен. Большой популярностью долгое время пользовались его хоровые песни «Утро», «Певец», «Исчез в ночи», «Хмель». Однажды он сказал: «Молодые композиторы стыдятся простоты. Так было и со мною. Но я превозмог это».
В марте 1939 года Эвальд Аав заболел тифом, но считая болезнь простудой, продолжал готовиться к премьере своей симфонии, что привело к осложнению заболевания и смерти — 21 марта 1939 года. За несколько дней до смерти он был удостоен орденом Почёта Красного Креста Эстонии. В 1943 году по инициативе его сестры Фриды Рукки была учреждена стипендия, названная в его честь.

## Семья
В 1926—1937 годах состоял в браке с певицей Идой Лоо. Сын Юхан Лоо (эст. Juhan Loo).